# Simone Esposito
Simone Esposito (Turim, 24 de maio de 1990) é um futebolista italiano que joga na Juventus.